# Cerkev sv. Mihaela, Hildesheim
Sveti Mihael v Hildesheimu, znan tudi kot cerkev svetega Mihaela, je otonska, predromanska cerkev. Do reformacije je bila cerkev opatije istoimenskega benediktinskega samostana. Danes je Evangeličanska luteranska župnijska cerkev. Bernwardova kripta pripada katoliški mestni župniji in se uporablja za dnevne maše. Od leta 1985 je cerkev skupaj s Hildesheimsko stolnico na seznamu Unescove svetovne dediščine. 2. januarja 2010 se je pojavil jubilejni žig (2,20 EUR) z motivom svetega Mihaela. Od 7. februarja 2014 je v obtoku nemški spominski kovanec za 2 evra, katerega hrbet prikazuje cerkev.

## Zgodovina
Škof Bernward von Hildesheim je bil leta 993 na hribu severno od Domburga v Hildesheimu odločen zgraditi kapelo. 10. septembra 996 je to kapelo posvetil sv. Križu, za katerega je prejel partikel Otona III. kot darilo. V nedatiranem testamentu je daroval za življenje tamkajšnjih duhovnikov več svojih posesti, vključno lastno cerkev v Burgstemmenu . V času svojega episkopata je Bernward svojo fundacijo razširil na velik benediktinski samostan, v drugem testamentu z dne 1. novembra 1019 pa mu je zapustil vse svoje imetje.
Kamniti blok jugozahodnega stopnišča z letnico 1010 velja za enega od dvanajstih temeljev opatijske cerkve. Bernward je določil zahodno kripto te cerkve za svoje pokopališče in mesto stalne molitve zanj ter dal kompleksu ime nadangela Mihaela. Kripto je posvetil na Mihaelov god (29. september) 1015. Leta 1022 je bila cerkev delno posvečena. Bernward je umrl 20. novembra 1022 v samostanu in je bil pokopan v grobnici. Posvetitev celotne cerkve je potekala na Mihaelov god leta 1033, vodil jo je Bernwardov naslednik sveti Gotard.
Raziskava obravnava prispevek Bernwarda kot arhitekta. Obstaja soglasje, da je Bernwardov dosežek pri izgradnji cerkve sv. Mihaela daleč presegel dosežke naročnikov in gradbenikov. Zgodovinar arhitekture Hartwig Beseler ga je imenoval Architectus sapiens, »intelektualni ustvarjalec ideje prostora« . Zato je bil odgovoren za zasnovo (dispositio). Kot odgovorni arhitekt, ki je odgovoren za constructio, je pogosto imenovan poznejši prvi opat (1022-1030) Goderam. Oba sta se usmerila k načelom Boetija in zlasti Vitruvija, ki ga je opisal v svojih Desetih knjigah o arhitekturi. 
Del raziskave predvideva, da so bila bronasta vrata, ki so bila odkrita v Hildesheimski stolnici od leta 1035, prvotno namenjena svetemu Mihaelu, določen je bil napis, da jih je njihov ustanovitelj Bernward leta 1015 imel v "angelskem templju" templum angelicum). Ta predpostavka je dobila nov zagon s kulturno-zgodovinskimi opazovanji, po kateri templum angelicum kot liturgični stavek označuje posvečenost Mihaelovemu patrociniju. V sv. Mihaelu so imela bronasta vrata svoje mesto v južni stranski ladji na vhodu ob zahodnem stopniščnem stolpu, kjer - nedaleč od temeljnega kamna - so našli temelje predprostora.  Še bolj verjetno je, da je kot pritrdilni kraj zahodni vhod v kripto, kjer so aprila 2007 z radarskimi raziskavami odkrili 250 cm široko masivno strukturno motnjo (širina bronastih vrat je 227 cm): Zahodni portal je bil prvotno veliko širši. 
V začetku 19. stoletja v stolnico prinesen Bernwardinov Kristusov steber jasno dokazuje, da je prej stal na vzhodu cerkve sv. Mihaela za križnim oltarjem. Njegova lokacija pod slavolokom je potrjena v izkopavanjih leta 2006.  Velik bronast križ na tem oltarnem stebru so leta 1544 prelili ikonoklasti in ga stopili. V času obnove stolnice, od 30. septembra 2009 do avgusta 2014, je bil steber vrnjen nazaj v cerkev sv. Mihaela; postavljen v jugovzhodni transept.
Biblijski slikovni programi reliefov na Kristusovem stebru in Bernwardova vrata so tesno povezani.
Velik Bernwardov lestenec, ki je nekoč visel nad križnim oltarjem pred Kristusovim stebrom, se je med gradnjo leta 1662 zlomil .
Že leta 1034 je bil v cerkvi požar. Po popravilu leta 1035, se je ponovno vžgalo 1186 in obnovilo (vključno s prenovo skoraj vseh ladijskih stebrov) pod škofom Adelogom. 1171 do 1190 so nastali kapiteli vredni ogleda. Pomembno liturgično pričevanje tega obdobja je Ratmannov sakramentar (iluminiran rokopis) iz leta 1159. Z miniaturo, ki prikazuje Bernwarda poleg nadangela Mihaela na isti višini, dokazuje, da so menihi častili ustanovitelja svojega samostana še pred njegovo kanonizacijo kot svetnika.
Leta 1192 je bil Bernward kanoniziran. Od leta 1194 do 1197 so na vhodu v grobnico nastali štukaturni reliefi korne pregrade. Poslikan leseni strop sv. Mihaela v ladji je bil zgrajen okoli leta 1230. Leta 1250 je bil zgrajen križni hodnik (nov), ki je cerkev povezal s staro samostansko kapelo, ki je bila uporabljena pred gradnjo cerkve sv. Mihaela.
12. novembra 1542, po uvedbi reformacije v Hildesheimu, je cerkev sv. Mihaela postala protestantsko-luteranska župnijska cerkev. Benediktinski samostan pa je ostal do sekularizacije leta 1803 in mu je bilo dovoljeno uporabiti »majhno Mihaelovo cerkev« v samostanu in Bernwardovo kripto za bogoslužje. Grobnica je še vedno katoliška. Mihaelova cerkev je tako ena od 65 sočasnih cerkva v Nemčiji.
Leta 1650 so vzhodni kor postavili zaradi propadanja, kar je privedlo do propada vzhodnega križišča in delnega uničenja poslikanega stropa. Dvanajst let kasneje je bilo treba rušiti tudi zahodno križanje in jugozahodni transept; tudi južna korna pregrada je bila uničena. Vzhodni stolp je bil obnovljen in leta 1672 in dobil baročno streho.
Leta 1809 so cerkev zaprli in uporabljali kot bolnišnico, ki je bila nameščena od sekularizacije samostana. Kor se je preselil v Martinikirche (danes: del rimskega muzeja Pelizaeus). Po veliki prenovi Conrada Wilhelma Haseja v letih 1855 do 1857 se je skupnost vrnila v cerkev. Iz Martinikirche je župnija leta 1618 prinesla bronast krstilnikt, Janezov retabel iz leta 1520 in Bothmerschejev epitaf iz 17. stoletja, ki so še danes v cerkvi.
Med drugo svetovno vojno je bila Mihaelova cerkev 22. februarja, 3. in 14. marca 1945 sprva poškodovana med zračnimi napadi na Hildesheimu in uničeno v zadnjem zračnem napadu na mesto 22. marca 1945 zaradi eksplozivnih in zažigalnih bomb. Lesen strop in druge umetniške zaklade so bili skrili na pobudo deželnega konservatorja Hermanna Deckerta in ostali nedotaknjeni. Korna pregrada je bila zavarovana z zaščitno steno, tako da ni bila poškodovana. Po vojni je bila cerkev od leta 1947 obnovljena na predromanskih ostankih prvotnih načrtov. 20. avgusta 1950 je bila narejena ponovna posvetitev ladje in zahodnega transepta. Končno so dela končali in nato posvetili cerkev leta 1960. 1985 je bila vpisana na seznam svetovne dediščine Unesca skupaj s Hildesheimsko stolnico, zakladnico in tisočletno vrtnico.
Leta 1999 je cerkev dobila nove orgle.
Od leta 2005 do leta 2010 je bila notranjost svetega Mihaela v celoti obnovljena. V okviru tega dela so bile od februarja do junija 2006 izvedene arheološke raziskave . Tla so znižali za približno 15 do 18 centimetrov. Cerkev in kripta sta zdaj spet na prvotnem nivoju in med seboj povezani z dvema prehodoma. Nagrobne plošče iz 14. stoletja so našle novo mesto na visokem koru nad kripto. V koru na vzhodu, so v decembru 2008 ustvarili glavne elemente (razpelo, oltar, prižnica in govorniški pult) delo Thomasa Duttenhoeferja, leta 2010 pa še krstno drevo.

## Arhitektura
Sveti Mihael je ena najpomembnejših ohranjenih cerkva v otonskem ali predromanskem arhitekturnem slogu, ki predvideva korni kvadrat, izloča prehod in naklon prostora (2:1), bistvene značilnosti prihajajoče romanike.
V celotni strukturi in v posameznih oblikah je dosežena nova svoboda in neodvisnost Antikema, zgodnjega krščanstva, bizantinstva in karolinštva. Celoten pogled ponazarja strog kubični red, ki oddaja vtis arhaične moči. Tloris kaže popolno ravnotežje vzhodnega in zahodnega krila. Skupina apsid in transepta na vzhodu ustreza podobni skupini na zahodu.
To je dvokorna bazilika z dvema transeptoma in kvadratnim stolpom nad vsakim križiščem. Vsako križišče je opremljeno z dvema osmerokotnima v spodnjem delu, v zgornjem delu (od začetka poševne strehe) okroglima, manjšima stopniščnima stolpoma. Na prvi pogled se zdi, da celotna konstrukcija sledi geometrijskemu konceptu, ki se je razvil iz kvadratov enake velikosti, v katerem je bil kvadrat kvadrata vzet kot osnovna enota za celotno konstrukcijo: prodorni prostor ladje in transepta, križišče, se dojema kot merska enota, po kateri je celotna stavba sorazmerna. V štirih transeptnih krakih se ta kvadrat pojavi enkrat v osrednji ladji trikrat, končno v zahodnem koru med transeptom in apsido. Pravzaprav je stavba - vse do niše! - dimenzionirana s subtilno mrežo pravilnih mnogokotnikov, pa tudi s platonskimi telesi, ki se skriva s prostim očesom, vendar se odpre za merilni in računski um; potrebna matematika v otonskem cesarstvu še ni bila na voljo, zato je treba misliti na bizantinskega matematika na dvoru bizantinske cesarice Teofane.  O geometrijskem oblikovanju več strukturnih elementov so številke berljive, odražajo teološke vidike glede na srednjeveško simboliko števil. 
Zunanjost kaže popolno ravnovesje navpičnih (stolpnih skupin) in horizontalnih komponent (ladja, transepti). Statično enotnost kompleksa dosežeta dve uravnoteženi skupini stolpov, osrednji stolpi v obliki kocke s piramidnimi strehami in stopniščni stolpi, na vzhodu in zahodu, ki omejujejo gibanje dolge hiše. Okrašena okna v južnem prehodu so bila dodana v gotskem slogu.
Notranjost je dopolnjena z lesenim ravnim stropom iz 13. stoletja, na njem je Jesejevo drevo, prikazan je Kristusov rodovnik. Stena je ohranjena kot površina, na katero se izrežejo okroglo obokana okna. Ozek venec loči arkade od visoke stene. Brez skakanja iz zidu sta dva stebra in en slop. Oba izločka na vzhod in zahod sta na vseh štirih straneh poudarjena z enako visokimi, močnimi okroglimi loki. Po eni strani imajo nalogo narediti prostorsko strukturo obvladljivo in na drugi strani nositi težke konstruktivne elemente. Jasna, masivna prostorska struktura ustreza okrasu posameznih komponent.
Po Bernwardovi zamisli so bile arkade ladje zgrajene v spodnjesaškem slogu, kjer se izmenjujejo štirje vogalni stebri s pari, ki podpirajo kockaste kapitele okroglih stebrov. Ladja je tridelna in ima tri obočne pole in je v ladji prekrita z lesenim stropom. Nad arkadami se zid razprostira z obokanimi okni, skozi katere svetloba vstopa v osrednjo ladjo. Nadaljnja svetloba prihaja skozi - gotska - ogivalna okna v južni stranski ladji. Okna v severni stranski ladji so bila izvedena pri obnovi zunanje stene Conrada Wilhelma Haseja 1855 do 1857 v romanskem slogu

## Korna okna
Za celoten vtis (sedanje) notranjosti je značilna pojavnost svetlobe z vseh strani. Okna v vzhodnem in zahodnem koru so zelo pomembna.
Pet oken, ki jih je ustvaril Charles Crodel leta 1965 v zahodnem koru z angelskimi predstavitvami, spominjajo na srednjeveško knjižno in stekleno slikarstvo. Celoten arhitekturni učinek je dosežen s sodobno podobo, ki se je razvila iz slikovne tradicije slikanja na strop. Barvna struktura vitraža poudarja tudi zaokroževanje apside in visokega kora pred ladjo ter istočasno predstavlja patrocinij »Zaščite nadangela Mihaela, upodobljenega v srednjem oknu z zlomljenim kopljem kot osvajalcem Satana v obliki zmaja, ki leži mrtev«. in celotno nebeško gostiteljico podrejene cerkve. Spodaj je okno z Mihaelom na zunanji strani zahodnega kora na vrhu niše, v kateri je bil postavljen Mihaelov oltar. Štiri druga okna zahodnega predela kažejo druge podobe na levi (jug), angela z mečem in angela varuha, na desni (sever) pa angela Gabriela z Marijo in angelom za odkup (Seraf, Izaija 6), kar kaže, da je sv. Bernward gradil kot Castel Sant'Angelo.
V nasprotju s tem pa je za okna, ki jih je leta 1966 ustvaril hamburški umetnik Gerhard Hausmann s stiliziranimi drevesi življenja v apsidi vzhodnega kora, značilna njihova preprostost. Simbolizirajo - tako kot celotna cerkev - nebeški Jeruzalem (Razodetje (Apokalipsa) 21). Hausmann je leta 1971 ustvaril tudi steklena okna vzhodne apside. Okna v spodnji apsidi severovzhodnega transepta, ki se uporablja kot krstilnica, so posvečena prikazu vesoljnega potopa (1. Mojzesova knjiga 7-8), Kristusa kot jutranje zvezde (Razodetje (Apokalipsa) 22: 16-17) in voda (življenje) iz skale (2. Mojzesova knjiga 17: 2-7) na to temo, medtem ko so okna v spodnji apsidi jugovzhodnega transepta s sedemkratnim klasjem (1. Mojzesova knjiga 41,5-7 , Kristus kot kelih v čaši (Izaija 63) , 3) in mana kot kruh iz nebes (2. Mojzesova knjiga 16,2-5,13-18) so evharistijo kot referenčna točka.

## Kristusov steber
Kristusov steber je bronast votlo ulit steber iz prve tretjine 11. stoletja, na katerem je predstavljeno življenje Jezusa Kristusa v 28 slikah. Stal je do 17. stoletja pod zahodnim slavolokom vzhodnega križišča. S preoblikovanjem cerkve, ki je bilo povezano z reformacijo, je izgubil svoj liturgični pomen in ga je protestantska skupnost nesla v preoblikovan jugovzhodni transept. V 19. stoletju je prispela v Hildesheimsko stolnico. Od septembra 2009 do avgusta 2014 ko je trajala prenova stolnice, je spet v svetem Mihaelu, v jugovzhodnem transeptu. Prvi prizor - Jezusov krst v Jordanu (Lk 3,21-22 EU) - je usmerjen proti severu in s tem liturgično v smeri oltarja v vzhodnem delu in krstnem kamnu, ki je bil postavljen v severovzhodnem transeptu.

## Pobarvan strop
Poslikan leseni strop v srednji ladji, zgrajen v 13. stoletju, je edinstven severno od Alp. Johannes Sommer je leta 1966 datiral strop ob sočasnem podaljšanju zahodnega kora v leta okoli 1200 in to utemeljil predvsem z dejstvom, da po samostojnosti opata Teodorja II. v samostanu ni bilo osebnosti, ki bi bila sposobna doseči takšno mojstrstvo.  Vendar pa preiskave v okviru interdisciplinarnega pregleda stropa leta 1999 kažejo na datum sečnje hrastov, ki so uporabljeni za strop med letoma 1190 in 1220. 
Poleg stropnih slik v sv. Martinu v Zillisu (Švica) in v Dädesjöju (Švedska) je to stropno slikarstvo edino monumentalno tabelno slikarstvo visokega srednjega veka, ki se je ohranilo do današnjih dni. Meri 27,6 × 8,7 metra in sestoji iz 1300 hrastovih desk, ki so bile odcepljene od hloda; žaganih plošč še niso znali izdelati. To ima za posledico strukturirano predstavitev v primerjavi s ploščami, ki so se kasneje uporabljale pri zamenjavi poškodovanih plošč.
Na sliki je tako imenovano Jessejevo drevo, ki predstavlja Jezusov spust. Slika je sestavljena iz osmih glavnih polj.
Slika raja je obdana s štirimi rajskimi rekami in evangelisti Markom in Lukom. Kristusovo sliko uokvirjajo nadangeli Rafael, Uriel, Gabriel in Mihael ter evangelista Matjaž in Janez. Vsaka od drugih glavnih slik je na obeh straneh obdana z dvema pravokotnima predstavitvama (večinoma prerokov); poleg Marije sta desno od angela Gabriela in Izaija, zgoraj levo Janez Krstnik; četrte slike ni mogoče jasno opredeliti (Aaron ali Zaharija). Na štirih vogalih so upodobljeni simboli evangelistov.
Na stropu je 42 medaljonov s Kristusovimi predniki. Po Matejevem evangeliju so to generacije Abrahama (ki je v enem od medaljonov, vendar nima posebnega položaja) do Jezusa (Evangelij po Mateju 1,17). Vendar pa je prikaz prednikov vzet iz Lukovega evangelija, ki omenja 78 prednikov in se nadaljuje od Davida ne od Salomona, ampak njegov brat Natan (2 Sam 5:14) - ne sme se ga zamenjati s prerokom (Evangelij po Luku 2,23-38). Tako so dokumentirani tako kraljevski kot genealoški predniki.
Prvotno je bil pod najvišjo glavno podobo oltarja z Bernwardovim križem, neposredno za njim je bil Kristusov steber.
Strop je bil odstranjen leta 1943 in shranjen na različnih lokacijah. Plošče, ki so bile zamenjane po razpadu vzhodnega križišča, so ostale v cerkvi. Prvotno uporabljene deske so preživele drugo svetovno vojno. Pred ponovno namestitvijo leta 1960 so bili vsi deli slike skrbno očiščeni in obnovljeni.

## Severna korna pregrada
Tudi severna korna pregrada (Engelschorschranke) na križišču pred zahodnim korom dokazuje slikovitost visokega srednjega veka. Tu je bila pritrjena od 1194 do 1197 po kanonizaciji Bernwarda v podaljšku kripte in s tem povezanim podaljšanjem visokega kora. Enaka na jugu je bila uničena leta 1662.
Oblike okrasa potekajo skozi štukature. Ta tehnika oblikovanja skulptur in reliefov je bila razširjena v Spodnji Saški in se je razvila do visoke izdelave.
Na notranji strani (proti jugu) je nad frizom 13 mitov z mitskimi bitji; nekateri so nosili transparente.
Na zunanji strani korne pregrade so še vidne tri, ki so bile prvotno odprte za kripto. Sedem lokov zgoraj predstavlja nebeški Jeruzalem, v njih stojijo svete figure, v sredini pa glavna figura Marija z otrokom, desno (vzhod) Peter, Jakob in Benedikt, na levi (zahod) Pavel, Janez in Bernward (z Miahelovo cerkvijo v roki). Figure močno izstopajo iz površine stene in so v nekaterih krajih skoraj volundirane.

## Janezov retabel
Oltar v koru na zahodu je bil zgrajen okoli leta 1520 in je bil prvotno postavljen v cerkvi Johannisstift am Damtor. Od tam je prišel v času reformacije v zdaj protestantsko Martinikirche, nekdanja cerkev frančiškanskega samostana. Sredi 19. stoletja so cerkev profanirali in jo uporabljali kot muzej, danes pa je to Rimski in muzej Pelizaeus. Leta 1857 se je kongregacija preselila v Mihaelovo cerkev (spet) in prinesla oltar, ki je bil med sekularizacijo postavljen v Magdalenenkirche. Dve zunanji krili, ki sta bili na obeh straneh pobarvana, sta bili prodani muzeju in sta zdaj v lasti Stadtmuseum.
Oltar je skoraj vedno odprt, tako da je v notranjosti oltarja vidno sedem svetnikov, oblečenih v zlato obleko. Poudarek je na Mariji z otrokom Jezusom - zato se uporablja izraz Marijin oltar. Levo so evangelist Janez (s kelihom) in desno Janez Krstnik (z jagnjem). Na notranji strani levega krila so Barbara in Jakob, na notranji strani desnega krila pa so vidni Andrej in Elizabeta Turinška. Na obeh naslikanih zunanjostih sta Obiskovanje (Lk 1,39-45) (levo) in Jezusovo rojstvo (Lk 2,1-7) (desno).
Dve zunanji krili v mestnem muzeju prikazujeta ilustracije Marijinega oznanjenja (Lk 1,26-38) (levo znotraj), Poklon magov (Mt 3,9-11) (desno znotraj), Jezusov krst z Janezom Krstnikom (Lk 3: 21-22) (levo zunaj) in evangelist Janez na otoku Patmos (desna stran).

## Krstilnik
Že v prvi tretjini 13. stoletja se je za stolnico v Hildesheimu vlil bronast krstilnik, ki stoji na štirih moških figurah, ki prelivajo vodo, in simbolizira - kot tudi na dnu Kristusovega stebra in poslikanega lesenega stropa - štiri rajske reke. Ta tradicija se je nadaljevala tudi po uvedbi reformacije v Hildesheimu z medeninastim krstilnikom iz leta 1547 za cerkev sv. Andreja, vendar v značilnem protestantskem slogu. V Hildesheimu in okolici je bilo ustvarjenih skupno šest nadaljnjih del.
Zadnji od teh krstilnikov je bronast, ki ga je leta 1618 odlil Dietrich Mente za cerkev Martini, ki je v Mihaelovi cerkvi od leta 1857. Stoji v severozahodnem transeptu, ki se uporablja kot krstilnica.
Korito in pokrov prikazujeta šest svetopisemskih prizorov. Na gredi je 12 apostolov prikazanih v dveh vrstah. Osnovno ploščo podpirajo štirje putti. Napisi kažejo na ustanovitelje in izdelovalca, kartuša na pokrovu s sv. Martinom se nanaša na prvotno lokacijo. Pokrov je okronan z nosilcem s predstavitvijo Trojice.

## Mihaelova cerkev kot arhitekturni model
Mihaelova cerkev se nadaljuje kot arhitekturni model do konca romanike, tako desetletje kasneje v Oglejski baziliki.
Za romantični historicizem 19. stoletja je bila cerkev svetega Mihaela eden glavnih simbolov verske imperialne ideje in vplival na številne cerkvene zgradbe tistega časa. Idealizirana kopija, dopolnjena s stolpom je Patroklusdoms v Soestru in Antoniusbasilika v Rheine.
Tudi posamezni arhitekturni elementi so služili kot model za načrtovanje, na njih pa so oblikovali tridelno hierarhično strukturo prečnih križnih galerij v Klosterkirche Fredelsloh.

## Mere
| Skupna dolžina                    | 74,75 m |
| Skupna dolžina traseptov          | 40,01 m |
| Skupna širina transeptov          | 11,38 m |
| Dolžina kripte                    | 18,36 m |
| Širina ladje                      | 22,75 m |
| Dolžina ladje med transeptoma     | 27,34 m |
| Širina srednje ladje med arkadami | 8,60 m  |
| Višina srednje ladje              | 16,70 m |
| Debelina zidov                    | 1,63 m  |
| Število zvonov                    | 10      |